# Wzniesienia Gubińskie
Wzniesienia Gubińskie (315.71), potocznie Góry Śmierci – mezoregion fizycznogeograficzny w zachodniej Polsce i wschodnich Niemczech, ograniczony Pradoliną Warszawsko-Berlińską na północy, na południu Pradoliną Barucko-Głogowską, na zachodzie doliną Nysy Łużyckiej i na wschodzie doliną dolnego Bobru wchodzący w skład makroregionu Wzniesienia Zielonogórskie.
Nieliczne jeziora (największe: Jańsko), teren mocno zalesiony, izolowane wzniesienia – wysokość do 129 m n.p.m.; relikty dawnego drzewostanu – rezerwat przyrody Dębowiec.
Przed II wojną światową istniała tam restauracja (stołował się w niej sam Adolf Hitler), jednakże po wojnie wystąpiły tam znaczne zniszczenia.
Góry Śmierci przyciąga mieszkańców Gubina oraz turystów ze względu na znakomite widoki na sam Gubin, a także niemieckie miasto Guben. Sposób ukształtowania terenu jest również interesujący z punktu widzenia osób uprawiających kolarstwo górskie.
Wzgórza były przed wojną również wykorzystane przez wodociągi. Zbudowano na nich zbiorniki ciśnieniowe dla miasta. Jeden ze zbiorników jest obecnie wykorzystany przez wodociągi miasta Gubin. Przy drugim nieużywanym są postawione obecnie dwie wieże telefonii komórkowej.